# Odnorobiwka (osiedle)
Odnorobiwka (ukr. Одноробівка) – osiedle na Ukrainie, w obwodzie charkowskim, w rejonie bogoduchowskim, w hromadzie Zołocziw. W 2001 liczyło 130 mieszkańców.